# 다카쓰카사 후사코
타카츠카사 후사코(일본어: 鷹司 房子 たかつかさ ふさこ[*], 조오 2년 8월 21일 (1653년 10월 12일) - 쇼토쿠 2년 4월 14일 (1712년 5월 19일))는 일본의 112대 천황 레이겐 천황의 황후 (중궁)이자 뇨인이다. 원호는 신죠사이몬인(新上西門院)이다.
아버지는 좌대신 종1위 타카츠카사 노리히라, 어머니는 곤다이나곤 레이제이 타메미츠의 딸이다. 형제로는 관백 타카츠카사 후사스케, 좌대신 쿠죠 카네하루, 5대 쇼군 도쿠가와 츠나요시의 미다이도코로 타카츠카사 노부코이다. 일설에는 후사코는 노리히라의 동생이자 유자(양자와 비슷)가 되었다고 한다.

## 생애
간분 9년 (1669년) 11월 21일, 1살 연하의 레이겐 천황에게 입내해 뇨고가 된다. 천황의 정배 (정식후궁) 입내는 고미즈노오 천황에 도쿠가와 마사코 (도후쿠몬인)가 입내한 이후 처음이다.
같은 해 4월 28일, 고미즈노오인과 도후쿠몬인이 천황의 비로 후사코를 맞이 할 것을 교토 쇼시다이 이타쿠라 시게노리에게 내밀히 제안하라고 나카노인 미치시게에게 명하는 뇨보 봉서가 남아있다. 레이겐 천황은 이미 여러 후궁 여관에게 차례로 승은을 내려 아이를 낳게 했고, 그것이 여관과 그 관계자 들 간의 싸움으로 발전했다 (간분 8년의 금궐 소동). 정식 비를 맞이해, 그 여성이 낳은 황자를 다음 천황으로 세우는 것이 황위 계승의 관점에서도 후궁의 질서 유지 차원에서도 바람직하다고 생각되었을 것으로 추측된다. 5월에는, 4대 쇼군 도쿠가와 이에츠나가 이 혼인에 찬동하고 있다는 로쥬 봉서가 이타쿠라에게 전달되었고, 6월에는 막부로부터 정식 요청이 타카츠카사가에 전달되었다. 그러나, 사정을 감안한 천황은 당초 이를 거부하고 8월에는 이타쿠라에 대해 산죠니시 사네노리의 배제에 동의하지 않으면 양위를 해, 입내 계획을 사실상 백지화하겠다고 밝힌 바있다. 어쩔 수 없이, 이타쿠라는 산죠니시의 칩거 처분에 동의해 입내를 실현시키게 되었다. 
그러나, 입내 후에도 천황과 후사코와의 관계가 좋지 않았다. 그래서 천황의 총애를 받던 츄나곤텐지 (오구라 사네오키의 딸)가 후사코를 질투하기 때문이라는 풍설이 나돌고 때마침 츄나곤텐지가 황자를 낳고 만다. 고미즈노오인이나 에도 막부는 후사코가 낳은 황자에게 황휘를 물려줄 방침이었기 때문에 질투 문제와 회임을 빌미로 츄나곤텐지를 궁중에서 퇴출시키고, 태어난 이치노미야 (후의 세이신 법친왕)를 황휘 계승에서 제외하기로 했다. 츄나곤텐지의 퇴출 이후에는 천황과 후사코의 관계는 개선되게 되었다.
간분 13년 (1673년) 5월 9일에 내전이 불타, 우대신 코노에 모토히로 저택을 임시 어소로 한다. 사실 선대인 고사이 천황도 만지 4년 (1661년) 정월의 화재로 인해 코노에 모토히로 저택을 임시 거처로 삼았었다. 그때, 후사코가 임신하고 있었으며, 그 해 8월 23일에 마사코 내친왕을 낳았다. 앞의 내전도 연소된 교토 대화재에 의해서 원호는 엔호로 고쳐지게 되었지만, 엔호 3년 (1675년) 11월 25일, 새로운 내전이 완성된 순간에, 이번에는 임시 어소였던 코노에 모토히로 저택이 화재 피해를 입었다. 천황과 후사코는 한때 요시다 카네츠나 저택에 몸을 의탁한 뒤, 27일에 새로운 내전에 들어간다.
후사코는 덴나 2년 (1682년) 12월 7일, 준삼후 선하 되었고, 이듬해 2월 14일, 중궁에 책립되었다. 적처로 입후 된 셈인데, 에도 시대에 적처가 입후되는 예는 후사코를 포함 4건 밖에 없다. 레이겐 천황은 조쿄 4년 (1687년) 3월 21일, 아사히토 친왕 (히가시야마 천황)에게 양위한다. 후사코는 천황의 양위에 따라 같은 해 3월 25일에 신죠사이몬인의 여원선하를 받았다. 겐로쿠 8년 (1695년) 7월에 막부에서 소령 천석을 받았다. 쇼토쿠 2년 (1712년) 4월 14일에 붕어하였다. 묘소는 교토부 교토시 히가시야마구 이마쿠마노이즈미야마쵸 쓰키노와 능이다.